# 34351 Decatur
Decatur (asteróide 34351) é um asteróide da cintura principal, a 2,7235222 UA. Possui uma excentricidade de 0,0749704 e um período orbital de 1 845,25 dias (5,05 anos).
Decatur tem uma velocidade orbital média de 17,35821697 km/s e uma inclinação de 1,30463º.
Este asteróide foi descoberto em 3 de Setembro de 2000 por Loren Ball.